# Роберт Баркер (художник)
Ро́берт Ба́ркер (англ. Robert Barker; 1739, Ньюкасл — 8 квітня 1806, Лондон
) — англійський художник ірландського походження.

## Біографія
Майбутній живописець народився і виріс у Йоркширі (історичне графство на півночі Англії). У віці 12 років, в подарунок від бабусі на Різдво він отримав набір олійних фарб. З цього моменту він був заворожений тим, що можна було створити за допомогою фарби, пензлі і шматочка оргаліту.
У свої молоді роки Боб деякий час провів у графстві Корнуолл, де потоваришував з двома художниками, Кейт Інгліш (англ. Keith English) і Томом Гавером (англ. Tom Gower). Розмовляючи з ними, спостерігаючи за їх технікою живопису, юнак повірив, що зможе стати професійним художником.
Але життя вносить свої корективи в будь-які плани. Любов, одруження, будинок в іпотеку, діти. Все це вимагало матеріальних вкладень, а художник-початківець рідко може похвалитися гарантованими заробітками. Таким чином, живопис став лише хобі, а Боб Бакер присвятив 20 років мультимедійного бізнесу. В останні роки управління справами взяла на себе його дочка, і Боб зміг присвятити більшу частину часу своєму першому коханню.
Баркер помер 8 квітня 1806 року і був похований у Ламбеті, Суррей.

## Характеристика картин
Дуже багато картин художника відводять нас в його ностальгію за дитинством, але тільки «дорослими очима». Його спогади про дитинство проведеному в Йоркширі, деякі можуть сприйняти як похмурі, важкі, затуманені кіптявою заводів, тьмяного і низького неба … Але з його слів, саме в цій «похмурості», він завжди бачив і намагався показати глядачеві щось затишне, зворушливе, наївне і дитяче. Те як діти, вміють навіть в похмурості стін, бульварів, вимощених каменем сірих вулицях, в дощову погоду знайти радість, свою забаву і можливість для ігор.

## Панорама Баркера
Панорама Баркера була надзвичайно успішною та породила серію «занурювальних» панорам: у Музеї кураторів Лондона було знайдено згадування 126 панорам, виставлених між 1793 і 1863 роками. У Європі створювалися панорами з історичних подій та битв, зокрема, з боку російського художника Франц Рубо. Більшість великих європейських міст представляли більше ніж одну цільову структуру панорам. Ці великі панорами з фіксованим колом знизилися у популярності в останній третій дев'ятнадцятого століття, хоча в США вони відчули часткове відродження; в цей період вони частіше називалися циклорамами.
У Великій Британії та особливо в США панорамний ідеал інтенсифікувався шляхом розгортання прокруткою полотна, що проходив через глядача у рухомій панорамі (згаданій у 1840-х роках), зміні ідеї, яка була знайома в ручних ландшафтних свитах Династія пісень. Такі панорами в кінцевому підсумку були затьмарені рухами картинок. Подібна діорама, по суті, складна сцена в штучно освітленій коробці, показана в Парижі і доставлена до Лондона в 1823 році, зараховується винахіднику Луї Дагерру, який пройшов навчання з художником панорам.

## Сім'я
Один із його синів, Генрі Астон Баркер, був також художником та завжди допомагав батькові, а після його смерті продовжував займатися живописом і виставити панаромати. Старший син Томас Едвард Баркер, хоча й не був художником, також допомагав керувати сімейним бізнесом, а потім, 1801 року, створив конкурентну панорамну виставку з художником Рамзаєм Річардом Рейнаглем у Лондоні.